# Heidelberg School
Heidelberg School (pol. Szkoła z Heidelbergu) – pierwszy znaczący ruch artystyczny w Australii. Nazwę ugrupowania wymyślił 1 lipca 1891 roku amerykański krytyk sztuki, Sidney Dickinson, autor recenzji z wystawy prac malarzy Waltera Withersa i Arthura Streetona z Melbourne; nazwa odnosi się do miejscowości Heidelberg, w pobliżu której artyści ci malowali. Nazwą alternatywną ruchu był Australian Impressionism (australijski impresjonizm), od nazwy słynnej wystawy „9 by 5 Impression Exhibition” z 1889 roku.

## Historia
Historia ruchu ma swój początek w latach 1883–1897. W 1883 roku malarz Tom Roberts podczas pobytu w Hiszpanii spotkał  dwóch młodych artystów: Laureà Barrau i Ramona Casasa. Opowiadali mu oni o nowych ideach artystycznych, z którymi zetknęli się w Paryżu: znaczeniu koloru i „malowaniu bezpośrednim” (w plenerze). Z pomysłami tymi Roberts powrócił do Australii. Druga z tych dat, 1897, to rok, w którym Arthur Streeton wyjechał z Australii do Europy i zarazem rok, w którym rozpadła się grupa artystów kojarzonych z rozwojem australijskiego impresjonizmu. Okres 14 lat był czasem intensywnego kształtowania się nowej szkoły malarstwa australijskiego, w połączeniu z umacniającą się australijską tożsamością narodową. Młodzi awangardowi artyści australijscy zaadaptowali do swej świadomości takie pojęcia jak symbolizm i japońska estetyka. Głównymi przedstawicielami ruchu byli: Tom Roberts, Arthur Streeton, Charles Conder, Frederick McCubbin i Jane Sutherland.
W latach 80. i 90. malarskie plenery artystów Heidelberg School obejmowały tereny przy rzece Gardiners Creek w pobliżu Box Hill, wybrzeże zatoki Port Phillip, zwłaszcza pomiędzy Brighton, Mentone a słoneczną doliną rzeki Yarra w pobliżu Heidelbergu oraz przedmieścia Melbourne: Ivanhoe East, Eaglemont i Templestowe, a potem także inne przedmieścia tego miasta jak: Eltham, Warrandyte, Diamond Creek, Dandenong, Olinda i Kallista; sam termin zaś nabrał szerszego znaczenia obejmując australijskich artystów malujących pod koniec XIX wieku w plenerze.

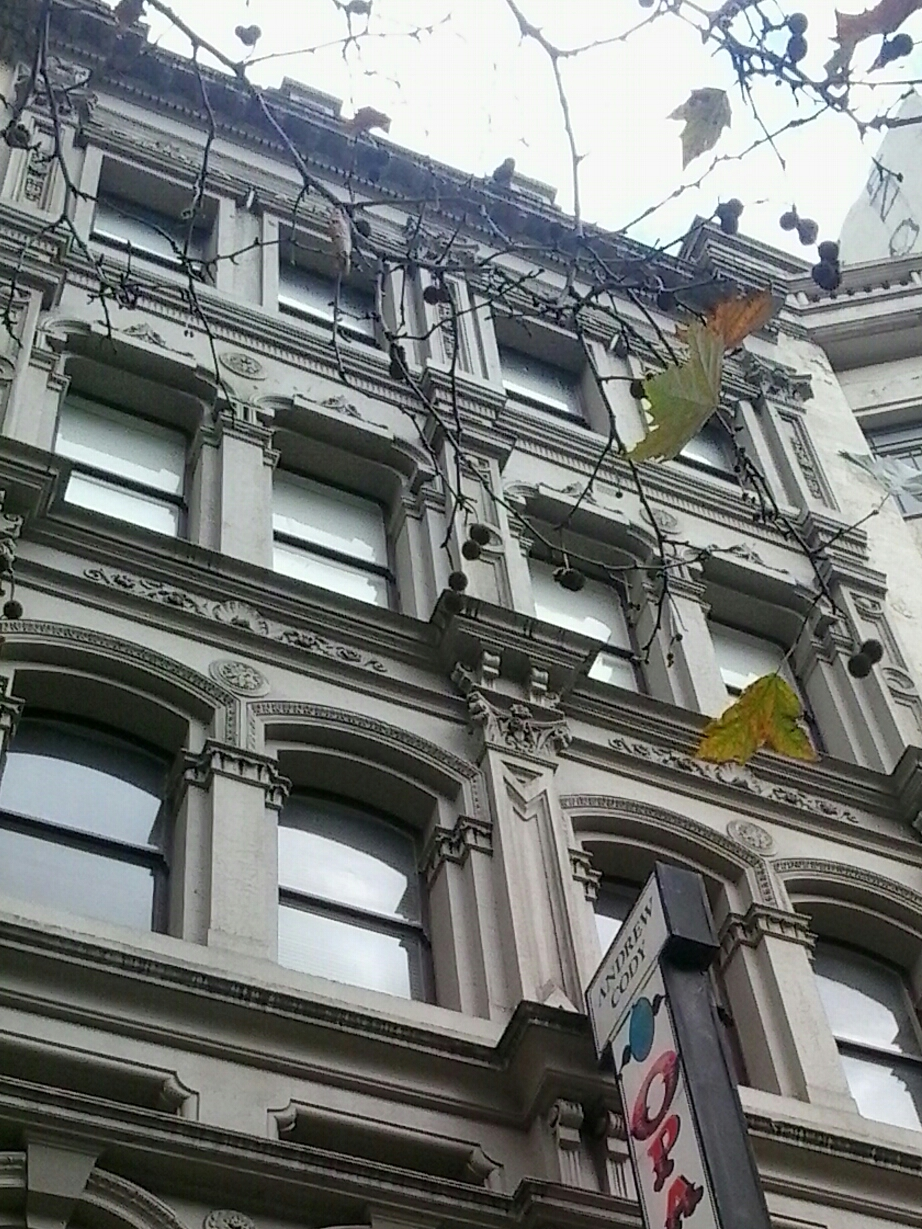
Budynek Buxtons Rooms w Melbourne, w którym odbywała się 9 by 5 Impression Exhibition

17 sierpnia  1889 roku zorganizowano wystawę prac Streetona, Robertsa, Sutherland i Condera, nazwaną „9 by 5 Impression Exhibition”, gdzie „9 na 5” odnosiło się do rozmiaru licznych obrazów, namalowanych na pokrywkach pudełek do cygar, dostarczonych przez Louisa Abrahamsa, którego rodzina zajmowała się importem cygar. Znaczący wpływ na styl tych prac wywarł estetyzm amerykańsko-angielskiego artysty Jamesa McNeill Whistlera. Wystawione płótna ewokują obrazy ówczesnych miast europejskich z ulicami śliskimi od deszczu i ludźmi krzątającymi się wokół własnych spraw. Stanowią one też ciekawy zapis miejskiego rozwoju i boomu, jaki pod koniec XIX wieku wywołała gorączka złota, ukazują ciekawy kolaż architektoniczny miasta, inspirowany architekturą europejską. Wiele tych zabytków, obecnych na wystawianych obrazach, jak Old Treasury Building czy Princess Theatre istnieje nadal stanowiąc charakterystyczny element miejskiego pejzażu Melbourne. Wystawa 9 na 5 zyskała popularność wśród ogółu społeczeństwa, ale spotkała się z ostrą krytyką, szczególnie ze strony krytyka sztuki Jamesa Smitha, wyrażoną na łamach miejscowej gazety, The Argus. Smith napisał, że żaden z prezentowanych na wystawie obrazów „nie powinien być traktowany jako dzieło sztuki. Nie jest on bowiem żadną »impresją« malarza, ale zwykłym zapisem w kolorze jakiegoś ulotnego efektu, który on widzi, albo udaje, że widzi, w naturze...”.
Choć z prezentowanych wówczas 183 prac zachowała się tylko jedna trzecia, to namalowane obrazy i żywe komentarze z nimi związane świadczą, iż wystawa 9 na 5 okazała się doniosłym wydarzeniem w historii sztuki Australii.
1 lipca 1891 roku amerykański krytyk sztuki, Sidney Dickinson pisząc recenzję z wystawy prac malarzy z Melbourne, Waltera Withersa i Arthura Streetona użył sformułowania Heidelberg School, ponieważ artyści ci malowali w pobliżu miejscowości Heidelberg. W rzeczywistości malarze określani tym mianem nie należeli do żadnej „szkoły”, ani też mieli nie dokładnie takich samych dążeń. Przyjaźnili się jednak i malowali razem w miejscach takich jak Box Hill czy Heidelberg.

## Dorobek i znaczenie
Prace malarzy szkoły z Heidelbergu są dziś cenione, ponieważ byli oni pierwszymi artystami, którzy realistycznie przedstawiali surowe piękno australijskiego krajobrazu. W celu uchwycenia światła i koloru posługiwali się takimi technikami „impresjonistycznymi” jak szybkie, szerokie pociągnięcia pędzlem. Stworzyli dużą liczbę dzieł przedstawiających ludzi, miejsca i krajobrazy. Szkoła z Heidelbergu nie była jednak prostą repliką francuskiego impresjonizmu; w wielu z jej pracach widoczny był również wpływ zarówno naturalizmu, jak i realizmu. W praktyce oznaczało to, że barwa zastosowanych pigmentów miała bardziej naturalny odcień, a kompozycje jako całość zachowywały większy zmysł formy niż te, tworzone przez takich artystów jak Claude Monet, Pierre-Auguste Renoir czy Camille Pissarro.
W 1997 roku w City of Banyule założono The Heidelberg School Artists' Trail, który zajmuje się oznakowaniem miejsc, w których powstały niektóre słynne obrazy namalowane przez artystów spod znaku Heidelberg School; podobny cel przyświeca zorganizowanemu w 1998 roku Coastal Art Trail.

## Galeria

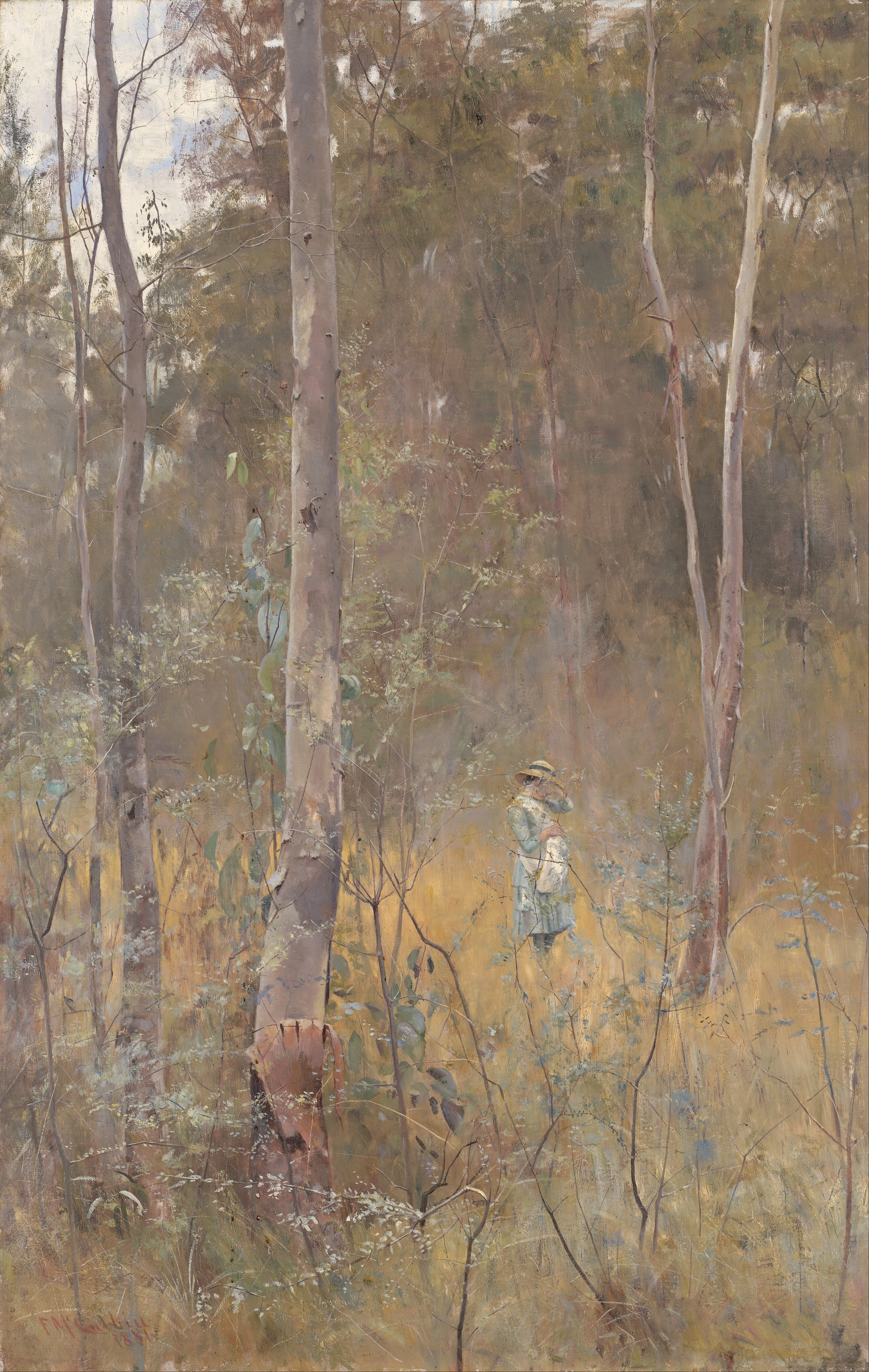
Frederick McCubbin, Zagubiona, 1886, National Gallery of Victoria
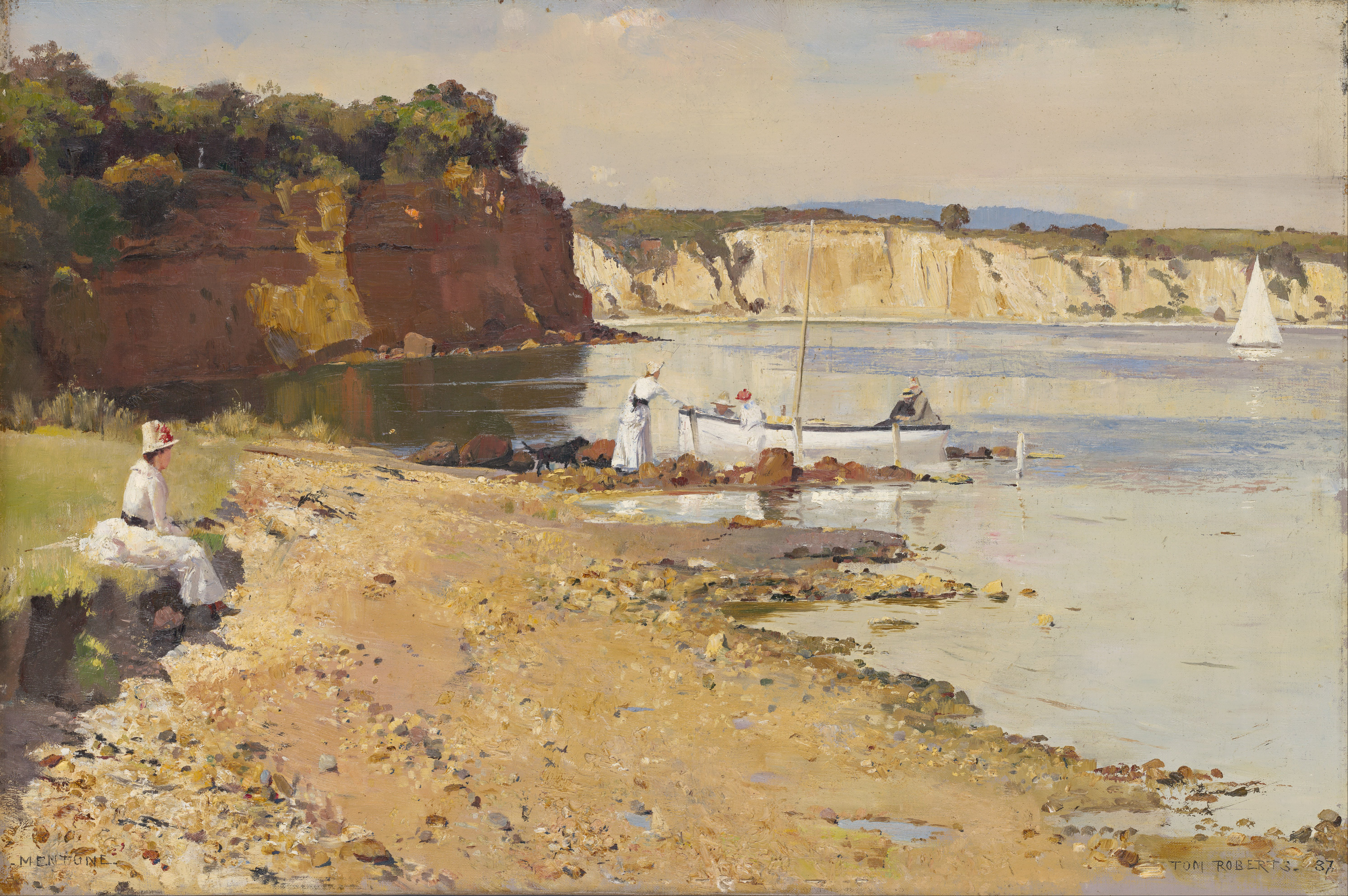
Tom Roberts, Drzemiące morze w Mentone, 1887, National Gallery of Victoria
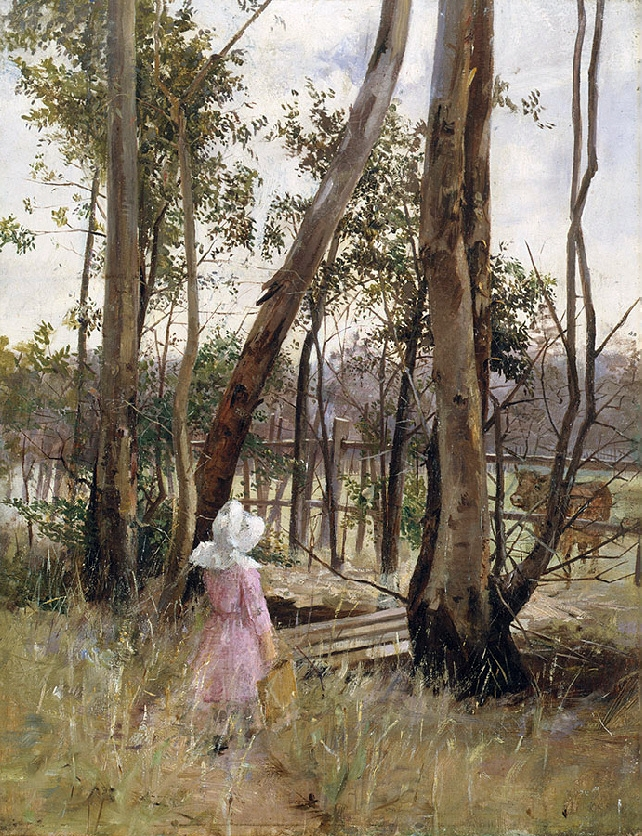
Jane Sutherland, Przeszkoda w Box Hill, 1887, Art Gallery of Ballarat
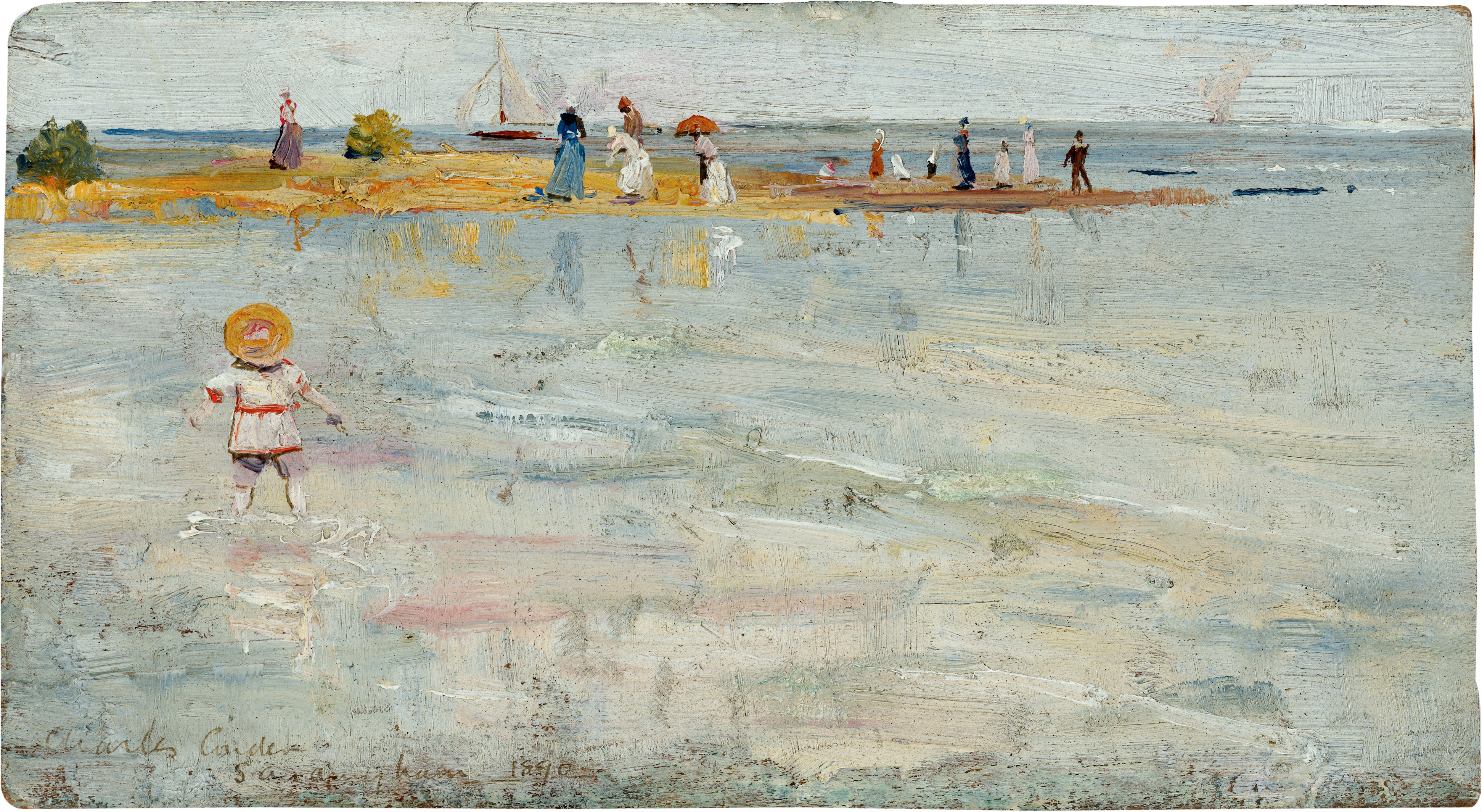
Charles Conder, Ricketts Point, Beaumaris, 1890, National Gallery of Australia
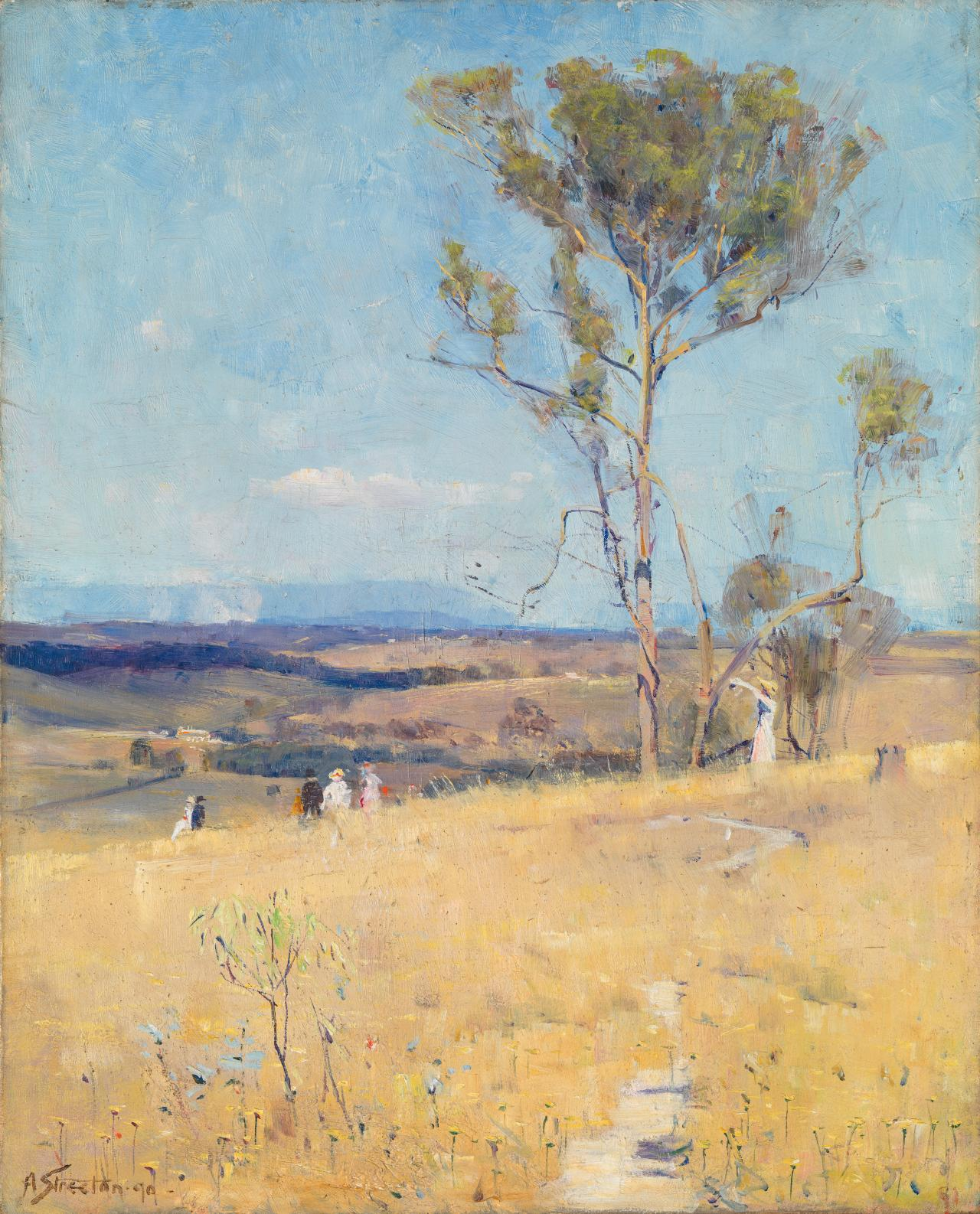
Arthur Streeton, W pobliżu Heidelbergu, 1890, National Gallery of Victoria
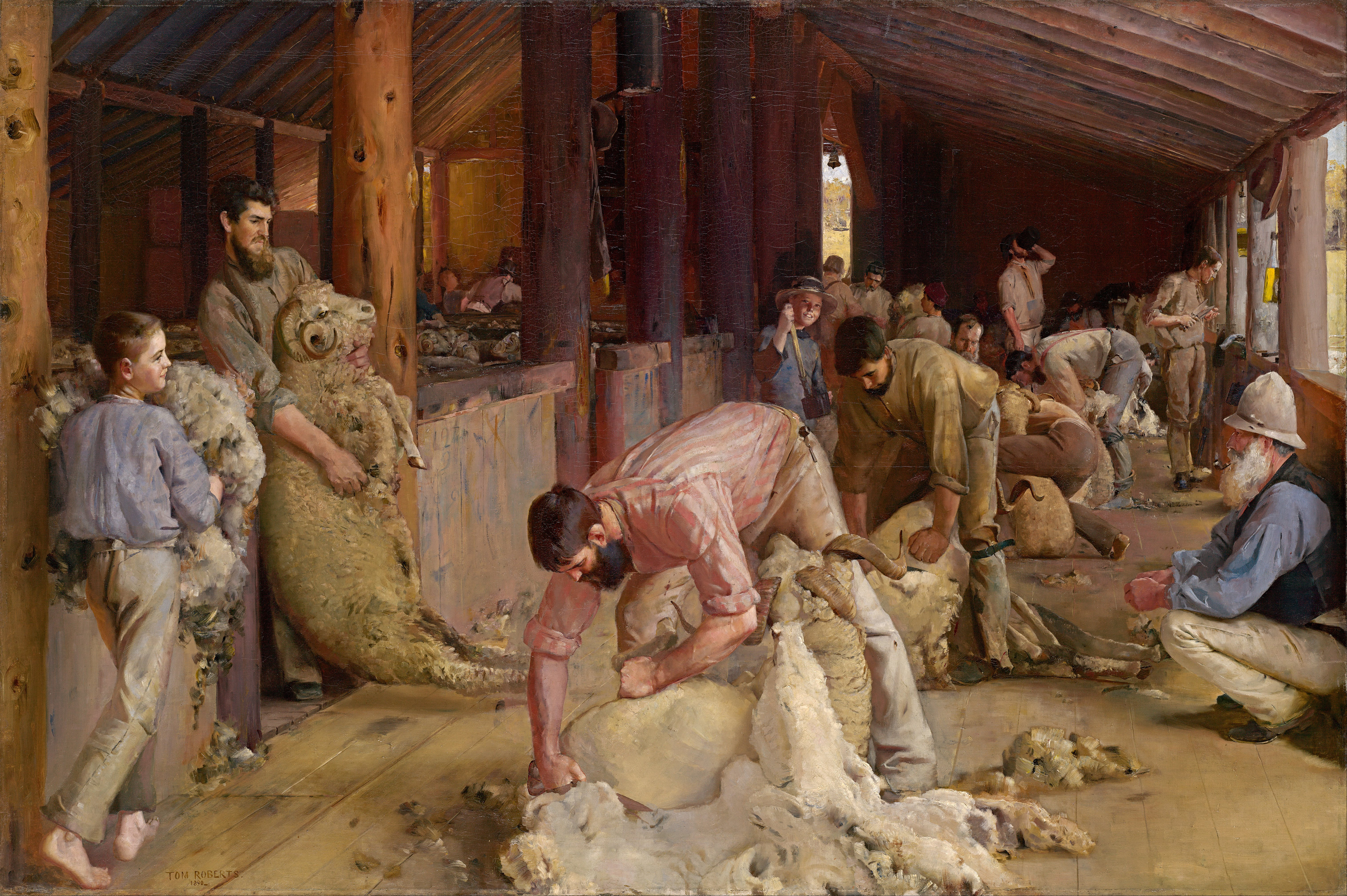
Tom Roberts, Strzyżenie owiec, 1890, National Gallery of Victoria
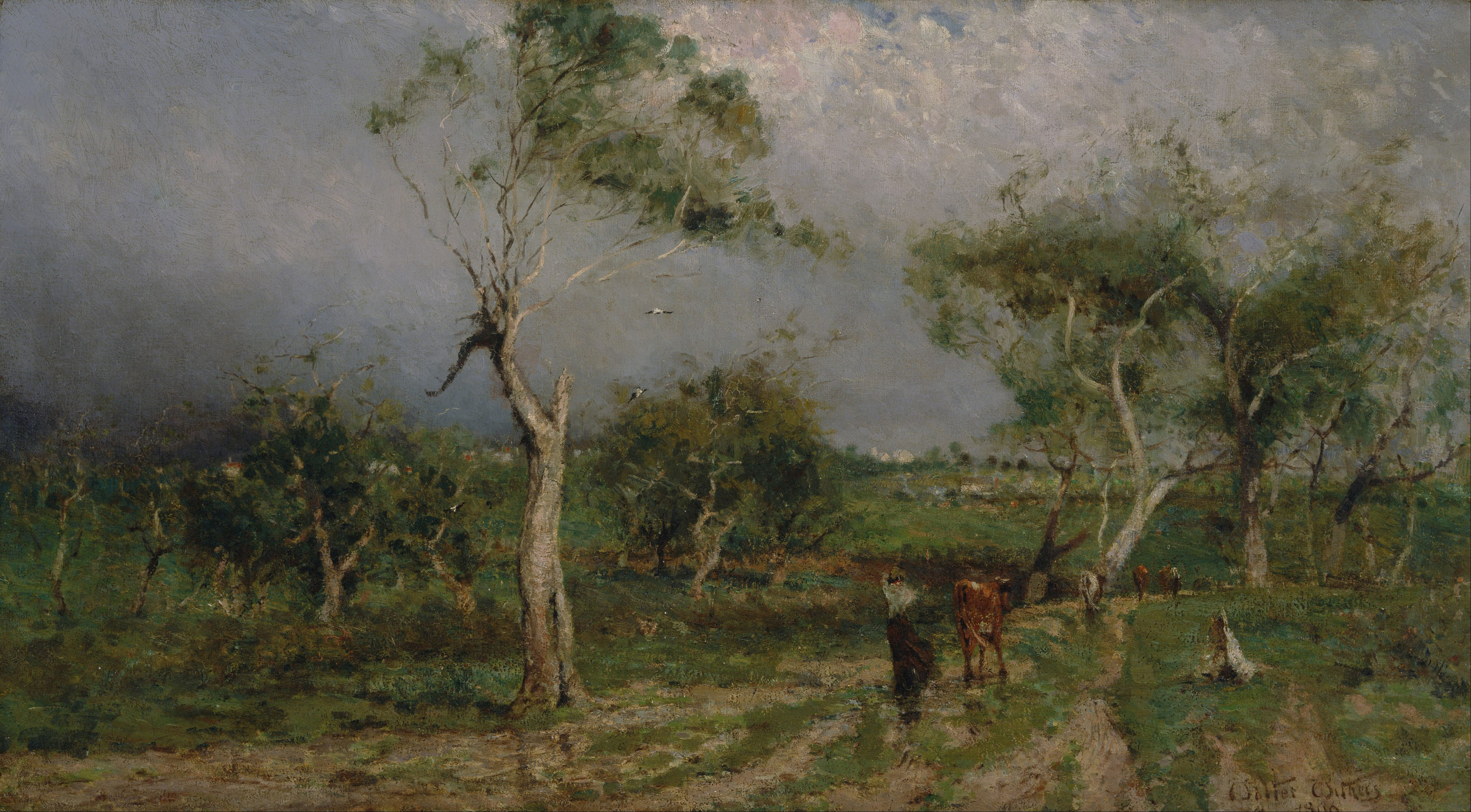
Walter Withers, Burza, 1896, Art Gallery of New South Wales
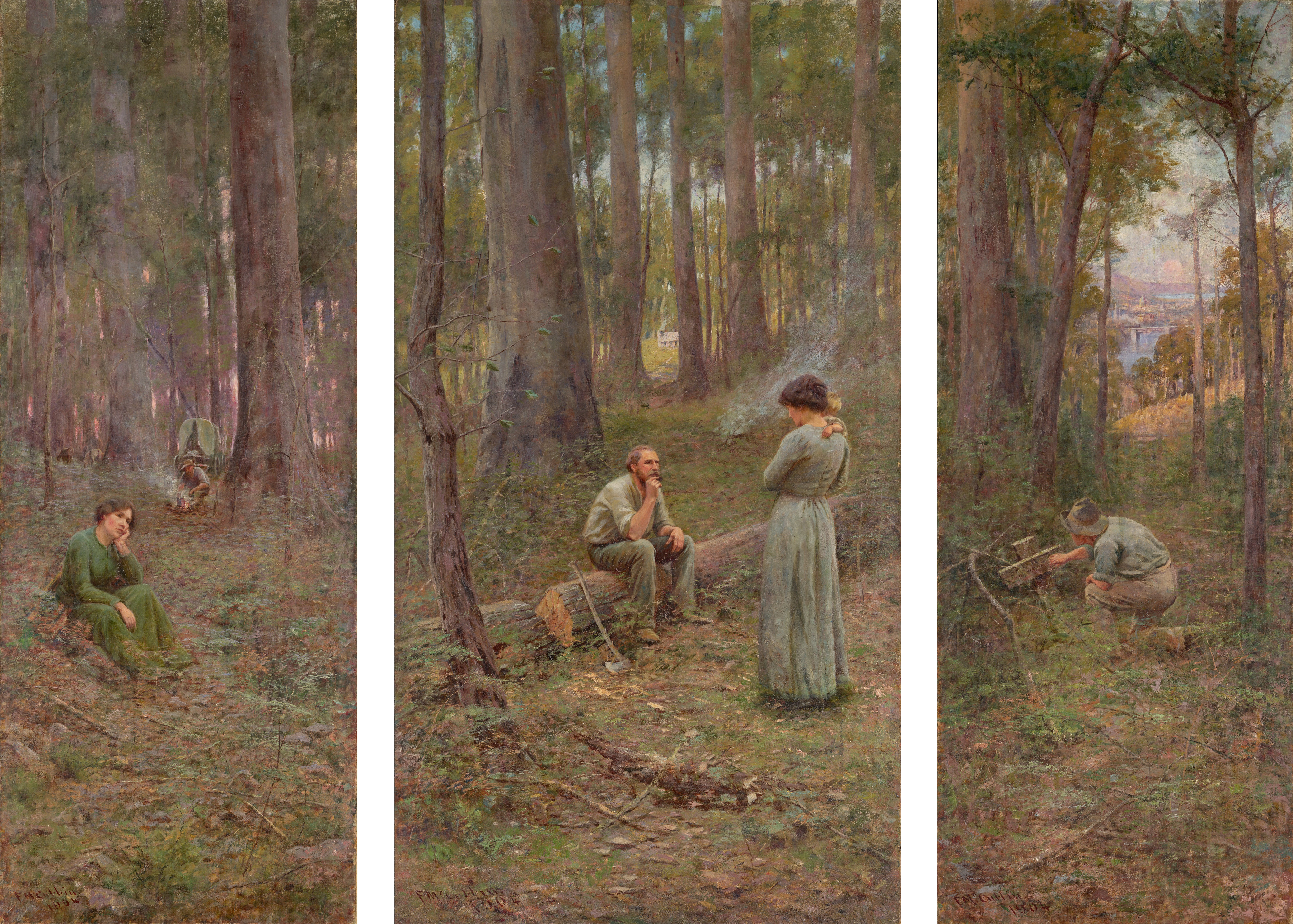
Frederick McCubbin, Pionier, 1904, National Gallery of Victoria